# Detlef Reinemer
Detlef Reinemer (* 14. September 1944 in Dresden) ist ein deutscher Bildhauer (Plastiker) und Keramiker.

## Leben und Wirken

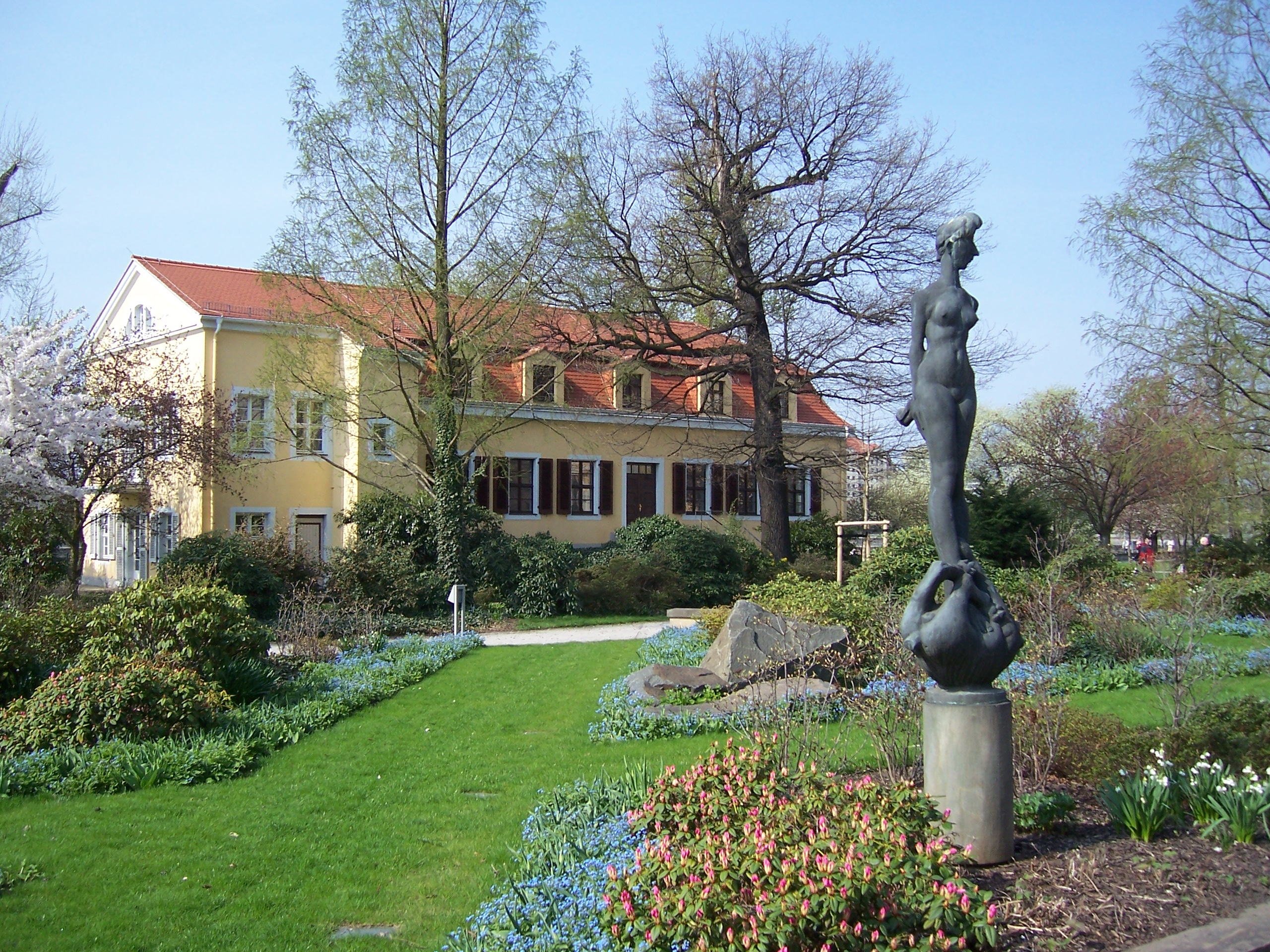
Reinemers Plastik Die Schöne und das Tier vor dem Vogelschen Gartenhaus, heute zum Hotel Bellevue gehörend, in Dresden.

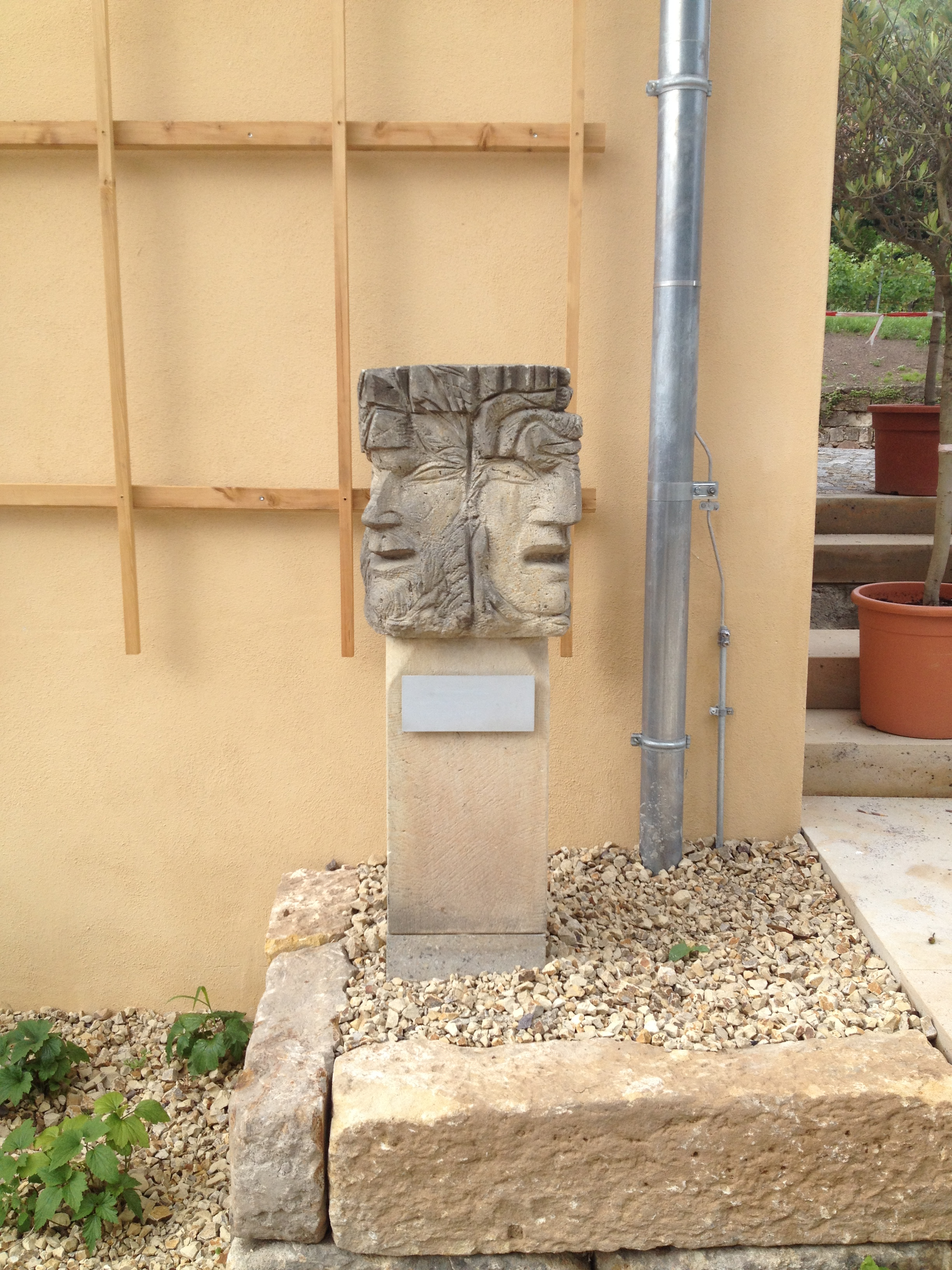
Reinemers Plastik Bacchus und Medusa in der Hoflößnitz

Reinemer absolvierte von 1959 bis 1962 eine Ausbildung als Keramformer in der Porzellanmanufaktur Freital. Ab 1966 studierte er in der Sektion Plastik an der Hochschule für Bildende Künste Dresden bei Walter Arnold, Gerd Jaeger und Herbert Naumann. Eine Aspirantur schloss sich dort von 1971 bis 1972 an.
Von 1972 bis 1981 arbeitete Reinemer freischaffend als Bildhauer in Jena. U. a. schuf er bis 1981 mit weiteren 24 Bildhauern im damaligen Haus der Kultur Gera (heute Kultur- und Kongresszentrum) die monumentale Reliefwand Lied des Lebens.
Im Jahr 1981 erhielt er einen Lehrauftrag bei Herbert Naumann an der Hochschule für Bildende Künste in Dresden, dem sich eine Oberassistentenstelle ebenfalls bei Naumann anschloss. Ab 1983 war Reinemer dort der Leiter der Fachrichtung Keramik in der Sektion Plastik, ab 1988 erhielt er eine Dozentur und ab 1992 wurde Reinemer Professor für Plastik an der Hochschule für Bildende Künste Dresden.
Er hatte in der DDR eine bedeutende Zahl von Einzelausstellungen und Ausstellungsbeteiligungen, u. a. von 1972 bis 1988 an der VII. bis X. Kunstausstellung der DDR in Dresden. 1984 nahm er am 4. Internationalen Keramiksymposium in Römhild teil. Im Jahr 2009 erfolgte mit der Personalausstellung „desiderio di morte“ in der Dresdner Kunsthochschule seine Emeritierung.
Reinemer lebt und arbeitet in Dresden und Radebeul-Oberlößnitz. Er ist mit der Künstlerkollegin Gabriele Reinemer verheiratet.

## Ehrungen (Auswahl)
- 1972: Förderpreis des Ministeriums für Kultur der DDR
- 1981: Kunstpreis der Stadt Gera[3]
- 1981: Kunstpreis des Rates der Stadt Jena
- 1982: Kunstpreis des FDGB

- 1999: Kunstpreis der Großen Kreisstadt Radebeul